# WE LOVE ヘキサゴン
『WE LOVE ♥ ヘキサゴン』（ウィー・ラヴ・ヘキサゴン）は、フジテレビ系で放送されていたクイズバラエティ番組『クイズ!ヘキサゴンII』発のコンピレーション・アルバム。Pabo・羞恥心などヘキサゴンファミリーと呼ばれる同番組派生ユニットによるアルバムで、アーティストの名義は「ヘキサゴンオールスターズ」である。2008年10月22日にポニーキャニオンのレーベル・FLIGHT MASTERから発売された。

## 内容
2008年、『クイズ!ヘキサゴンII』から生まれたユニット・羞恥心のシングル「羞恥心」「泣かないで」がその年のオリコン年間シングルチャート上位になることが確実なヒットとなり、番組の中で司会者の島田紳助が「秋にアルバムを出す」と発言するようになる。アルバムは羞恥心やPaboのほかにmisono、品川庄司、岡田圭右（ますだおかだ）など番組出演者による新たなユニットヘキサゴンファミリーによるアルバムとして制作・発表された。
シングルとして既発表の5曲に新曲8曲の13曲を収録（ただし1曲はシークレットトラックとして収録されているためトラック数は12）。プロデュースおよび全曲の作詞は紳助の変名である「カシアス島田」名義である。それに伴い「恋のヘキサゴン」「羞恥心」の作詞も本作から「カシアス島田」名義に改められた。新曲はすべてアルバム発売前の『ヘキサゴンII』や2008年10月4日に開催された「ヘキサゴンファミリーコンサート」で披露されている。
羞恥心の新曲「我が敵は我にあり」「南の島〜友へ〜」はともに紳助による既存の楽曲を改めて羞恥心に歌わせたもので、新しく書き下ろされたものではない。「南の島〜友へ〜」は2006年8月から2007年7月まで『ヘキサゴンII』エンディングテーマとして使用されていた香田晋のシングル「おかあさん」（紳助の作詞・プロデュース）のカップリング。香田は本作発売当時も番組常連出演者であったがアルバム参加はなく、「ヘキサゴンファミリーコンサート」など、この時期からの番組発の音楽企画には関わっていない。ほかに「天下無敵の一発屋2008」も既発表曲のリメイク作品である。
アルバムの発売元はポニーキャニオンだが、「恋のヘキサゴン」と「陽は、また昇る」の2作はよしもとアール・アンド・シーからの発売である。

### CDタイプ
3種類の形態での発売で、これ以降のアルバムもすべて同じく3種類での発売である。リミテッドエディションには曲間に「MC」として羞恥心とPaboのメンバーによる短いトークが収録されている。
リミテッド/スタンダードエディションは写真タイプのケースおよびジャケット、CD ONLYは番組のロゴ（正六角形と「HEXAGON」の"H"を合わせたもの）をモチーフにしたデザインのジャケットで、この装丁の分け方も後のアルバムすべてで踏襲されている。
すべてのエディションに、『ヘキサゴンII』プロデューサー神原孝によるライナーノーツ「プロデューサー×神原人語」が歌詞などのブックレットとは別のリーフレットとして封入されている。
リミテッドエディション
（完全生産限定盤）
CD（音楽トラック+MCトラック）、DVD、フォトブック
スタンダードエディション
CD、DVD
特典 - トレーディングカード（16種類のうち1種類をランダム封入）※初回生産分のみ
CD ONLY
CD

## オリコンチャート
オリコンアルバムチャートで1位を獲得。『ヘキサゴンII』関連の作品では初のオリコン1位（それまでの最高位は「羞恥心」「泣かないで」「陽は、また昇る」の2位）で、オムニバスアルバムとしては『Beautiful Songs〜ココロ デ キク ウタ〜』（2006年5月発売）以来約2年半ぶり、バラエティ番組関連のコンピレーション・アルバムとしては『邦ちゃんのやまだかつてないテレビ』による『やまだかつてないCD』（1991年3月発売）以来約17年7ヶ月ぶりの同チャート首位獲得となる。
ヘキサゴンオールスターズによるアルバムで最も売れた作品であり、唯一の1位獲得作品である。累計売上は40万枚を超えたが、「羞恥心」の売上枚数には及ばなかった。

## 収録曲
| 全作詞: カシアス島田、全編曲: 斎藤文護、岩室晶子。 |                                                          |              |        |       |
| #                                                  | タイトル                                                 | 作詞         | 作曲   | 時間  |
| 1.                                                 | 「羞恥心」(羞恥心)                                       | カシアス島田 | 高原兄 | 4:12  |
| 2.                                                 | 「恋のヘキサゴン <2008MIX>」(Pabo)                       | カシアス島田 | 高原兄 | 3:43  |
| 3.                                                 | 「ラクダになるぞ」(ラクダとカッパ)                       | カシアス島田 | 高原兄 | 3:46  |
| 4.                                                 | 「アブラゼミ♀（大阪バージョン）」(misono&ヒロシ)         | カシアス島田 | ユウキ | 6:59  |
| 5.                                                 | 「アブラゼミ♂（東京バージョン）」(エアバンド)            | カシアス島田 | ユウキ | 4:33  |
| 6.                                                 | 「天下無敵の一発屋2008」(一発屋2008)                     | カシアス島田 | 高原兄 | 3:43  |
| 7.                                                 | 「泣かないで」(羞恥心)                                   | カシアス島田 | 高原兄 | 3:55  |
| 8.                                                 | 「グリーンフラッシュ伝説」(Pabo)                         | カシアス島田 | 高原兄 | 4:05  |
| 9.                                                 | 「アブラゼミ♀（大阪バージョン）」(mai&タケシ)            | カシアス島田 | ユウキ | 7:04  |
| 10.                                                | 「アブラゼミ♂（東京バージョン）」(エアバンド feat.雄&直) | カシアス島田 | ユウキ | 4:34  |
| 11.                                                | 「我が敵は我にあり」(羞恥心)                             | カシアス島田 | 高原兄 | 3:43  |
| 12.                                                | 「陽は、また昇る」(アラジン)                             | カシアス島田 | 高原兄 | 10:14 |
| SECRET TRACK.                                      | 「南の島〜友へ〜」(羞恥心)                               | カシアス島田 | 高原兄 |       |
| 合計時間:                                          | 合計時間:                                                | 合計時間:    | 60:31  |       |

### 解説
1. 羞恥心
2. 恋のヘキサゴン <2008MIX>
3. ラクダになるぞ
4. アブラゼミ♀（大阪バージョン）
5. アブラゼミ♂（東京バージョン）
6. 天下無敵の一発屋2008
7. 泣かないで
8. グリーンフラッシュ伝説
9. アブラゼミ♀（大阪バージョン）
4曲目と同一の楽曲を里田とつるの（ギターでの参加もあり）が歌ったバージョン。「アブラゼミ♂（東京バージョン）」とはバックトラックは別のものである。
10. アブラゼミ♂（東京バージョン）
楽曲、バックトラックとも5曲目と同一のものを上地（雄輔の“雄”）と野久保（直樹の“直”）が歌ったバージョン。エアバンドはサビ部分のコーラスのみとなっている。上地と野久保の声には全編エフェクト処理が施されている。
11. 我が敵は我にあり
元々は紳助が経営する飲食店の社歌として作られた楽曲で、本作発売と同時期にRYOEIがシングル表題曲として発表している[5]。
12. 陽は、また昇る
13. 南の島〜友へ〜
「陽は、また昇る」から20秒程度のブランクを置いたシークレットトラック（トラック番号は「陽は、また昇る」から続き"12"のまま）。ジャケットやブックレットに曲名の記載もなく、歌詞、ライター、参加ミュージシャンなど楽曲に関する情報も全く記されていない。

## 参加ミュージシャン
ヘキサゴンオールスターズ
- チームヘキサゴン：Choir Vocals & Handclaps (#12)
- つるの剛士：Vocal (#1,7,9,11)、Choir Vocals (#12)、Guitar (#9)
- 野久保直樹：Vocal (#1,7,10,11,12)
- 上地雄輔：Vocal (#1,7,10,11,12)
- 里田まい：Vocal (#2,8,9)、Choir Vocals (#12)
- スザンヌ：Vocal (#2,8,12)
- 木下優樹菜：Vocal (#2,7,12)
- クリス松村：Vocal (#3)
- 山根良顕：Vocal (#3,5,10)
- misono：Vocal (#4)
- 品川祐：Vocal (#4)
- 庄司智春：Vocal (#5)
- 岡田圭右：Vocal (#5)
- 金剛地武志：Vocal (#5,6,10)
- 波田陽区：Vocal (#5,6,10)
- 田中卓志：Vocal (#5,10)
- ダンディ坂野：Vocal (#6)
- 小島よしお：Vocal (#6)

Support Musician
- 斎藤文護：Programming (#1〜3,6〜8,11,12)、Bass (#2,8,11,12)
- 岩室晶子：Programming (#1〜3,6〜8,11,12)、Keyboards (#5,10)、Piano (#9,11)
- 越谷浩成：Guitar (#1,2,4,6〜9,11,12)
- ユウキ：Guitar (#4)
- 高野哲：Guitar (#5,10)
- 小林勝：Bass (#5,10)
- 風間弘行：Drums (#5,10)
- 三沢泉：Cajón (#4)
- RUSH by 加藤高志：Strings (#8,11)
- バディアロヴァ朋絵：Violin (#3)
- 加藤高志：Violin (#9)
- 正富一成：Saxophone (#7)
- 竹野昌邦：Saxophone (#12)
- 村田陽一：Trombone (#12)
- エリック宮城：Trumpet (#12)
- 菅波雅彦：Trumpet (#12)